# 木の枝にとまったカササギ
『木の枝にとまったカササギ』（きのえだにとまったカササギ、西: Marica en la rama de un árbol, 英: Magpie on a Tree Branch）は、スペインのロマン主義の巨匠フランシスコ・デ・ゴヤが1786年に制作した絵画である。油彩。エル・パルド王宮を装飾するタペストリーのカルトン（原寸大原画）のうち、1786年から1787年にかけて制作された《四季》連作と呼ばれるカルトンの1つ。極端な縦長の画面に木の枝にとまったカササギを描いている。現在はマドリードのプラド美術館に所蔵されている。

## 制作経緯
ゴヤは生涯で6期63点におよぶタペストリーのためのカルトンの連作を制作した。前作から6年後の1786年から1787年にかけて制作された《四季》連作は第5期にあたり、エル・パルド王宮にあるスペイン国王カルロス3世の会談の間を装飾するため、計13点のカルトンが制作された。ゴヤは友人の商人マルティン・サパテールに宛てた1786年9月12日付の手紙で、《四季》連作のためいくつかの下絵を制作中であると述べているが、おそらく宮殿の部屋を間違えて、王太子夫妻（後のスペイン国王カルロス4世とマリア・ルイサ）の食堂装飾のためのものとしている。しかし《四季》連作のサイズはいずれも王太子夫妻の食堂とはほとんど適合せず、そもそもこの部屋にはすでにゴヤが1776年から1777年にかけて制作した2期連作に基づくタペストリーが設置されていた。13点のカルトンのうち現存するのは12点で、ゴヤは本作品および『花売り娘、あるいは春』（Las floreras o La Primavera）、『脱穀場、あるいは夏』（La era o El Verano）、『ブドウ摘み、あるいは秋』（La vendimia o El Otoño）、『吹雪、あるいは冬』（La nevada o El Invierno）、『マスティフを連れた子供たち』（Niños con perros de presa）、『猫の喧嘩』（Riña de gatos）、『噴水のそばの貧しい人々』（Los pobres en la fuente）、『傷を負った石工』（El albañil herido）、『泉のそばの狩人』（Cazador al lado de una fuente）、『ダルザイナを演奏する羊飼い』（Pastor tocando la dulzaina）、『雄羊に乗った少年』（El niño del carnero）を制作した。1786年の冬、ゴヤはカルロス3世に油彩による準備習作を見せたのち、画材の請求書によるとこれらのカルトンを1787年に完成させた。

## 作品
木の枝に止まっているカササギと数羽の鳥が描かれている。木の枝は右端の画面の外から上に向かって伸びている。枝にとまって翼を広げている別の鳥はスズメ目の鳥であろう。背景には森や高い山脈、山間を流れ出る川が見える。空は高く、いくつかの鳥が飛翔している。縦に細長く横に狭い形式は、壁の隅に掛けるためのものであることを示す。ゴヤはこの特殊な画面に奥行き感を出すため、鳥を異なる平面に配置した。同時に飛翔する鳥や枝に止まったカササギの平衡感覚を写実的に生き生きと描写した。
おそらく18世紀に流行した中国の屏風に触発された作品と思われる。これらの屏風に描かれた異国情緒ある鳥の表現は、本作品ではスペインの動物相に属する小鳥に置き換えられている。
このカルトンは1834年にビセンテ・ロペス（Vicente López）が作成した国王フェルナンド7世の遺言書の目録に記載されているが、ホセ・デル・カスティーリョの作品とされていた。しかしカスティーリョ自身が提出した作品リストには記載されておらず、サンタ・バルバラ王立タペストリー工場の請求書にも記載されていない。美術史家ヴァレンタイン・デ・サンブリシオ（Valentin de Sambricio）は本作品のサイズが大工ホセフ・セラーノ（Josef Serrano）の記録にある7番目の木枠と一致していること、王立タペストリー工場で働いていた他の画家の請求書に本作品が記載されていないことからゴヤの作品であると判断した。ジャニス・トムリンソンはゴヤの作品であることについて疑問があるものの、完全に否定することはできないことを認めている。

## 来歴
翌1788年12月にカルロス3世が死去したのち、カルロス4世はエル・パルド王宮から離れたため、制作されたタペストリーは王宮内の本来の場所に飾られることはなかった。王立タペストリー工場で保管されていたであろうカルトンは、おそらく1856年から1857年にオリエンテ宮殿の地下室に移された。1870年1月18日と2月9日の王命によりプラド美術館に収蔵された。しかしそれ以来、美術館のコレクション内で行方が分からなくなり、1987年に再発見された。

## ギャラリー
他の《四季》連作のカルトン
現在『雄羊に乗った少年』のみシカゴ美術館に所蔵されている。

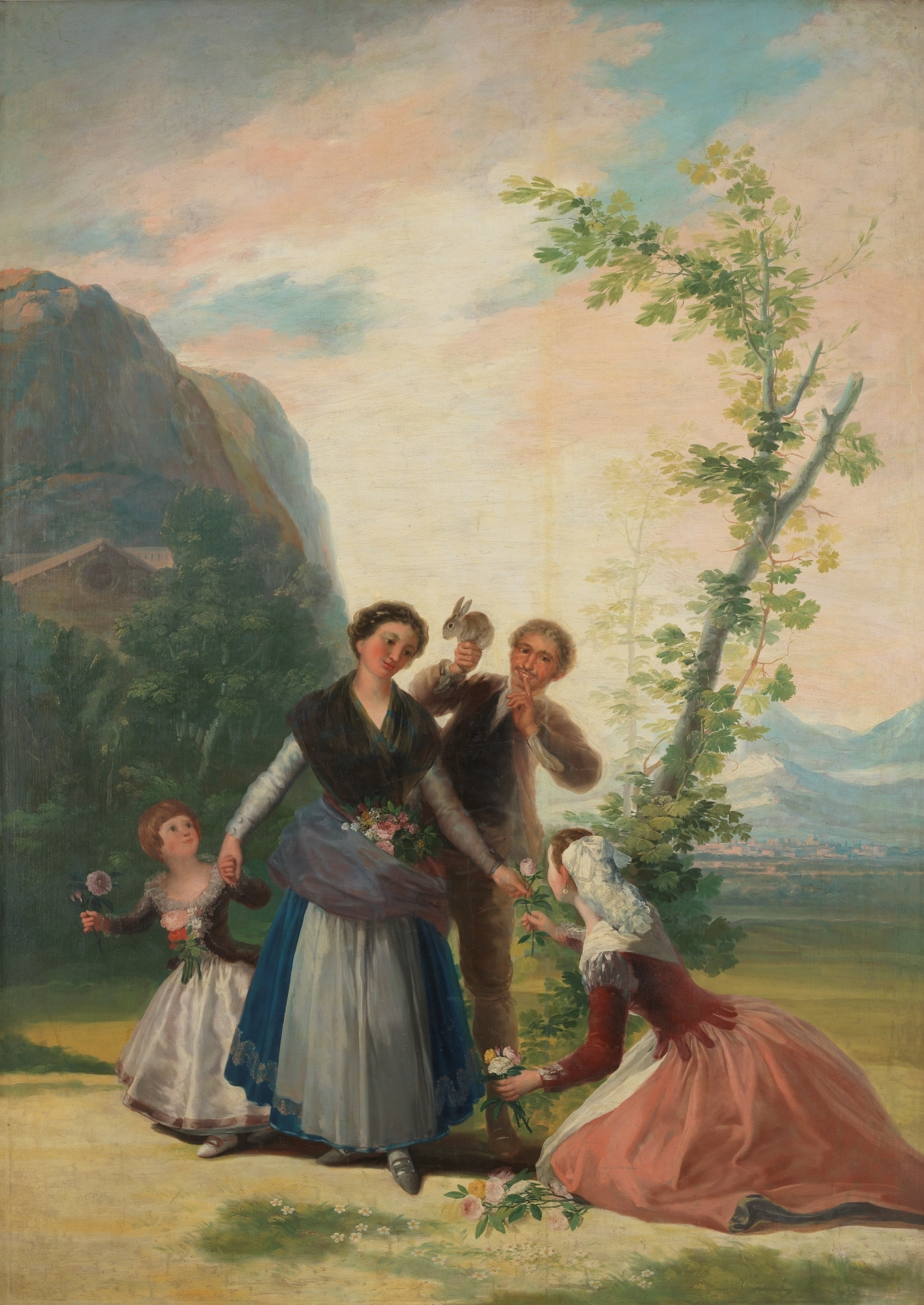
『花売り娘、あるいは春』1786年
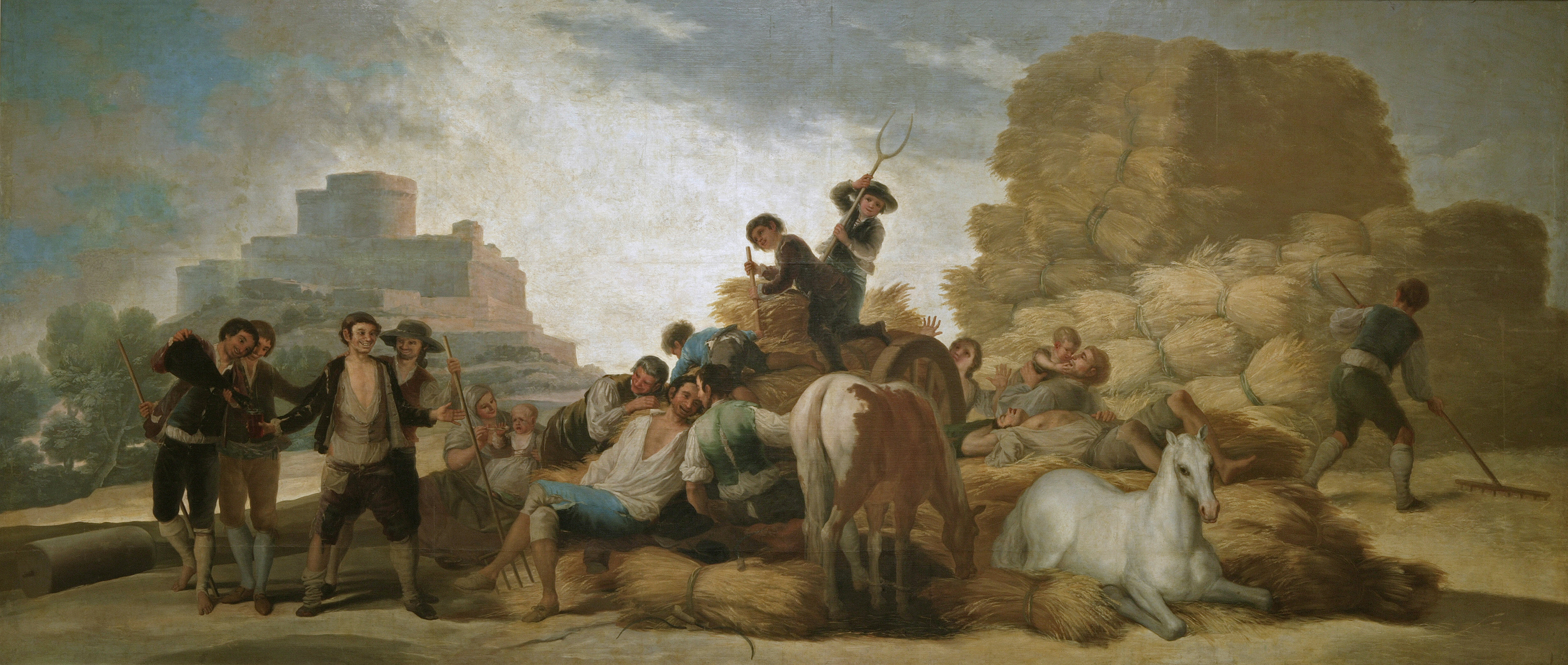
『脱穀場、あるいは夏』1786年
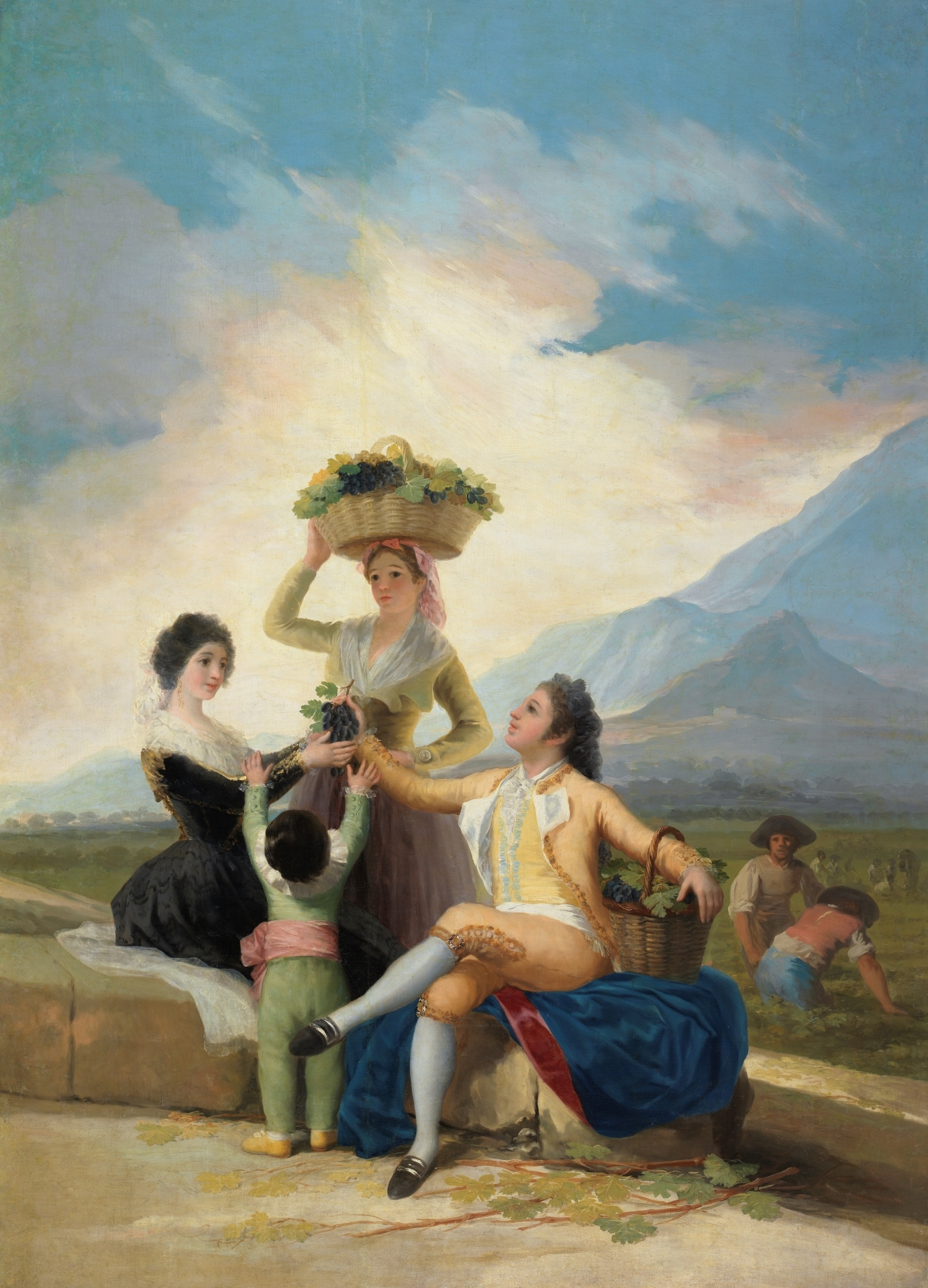
『ブドウ摘み、あるいは秋』1786年
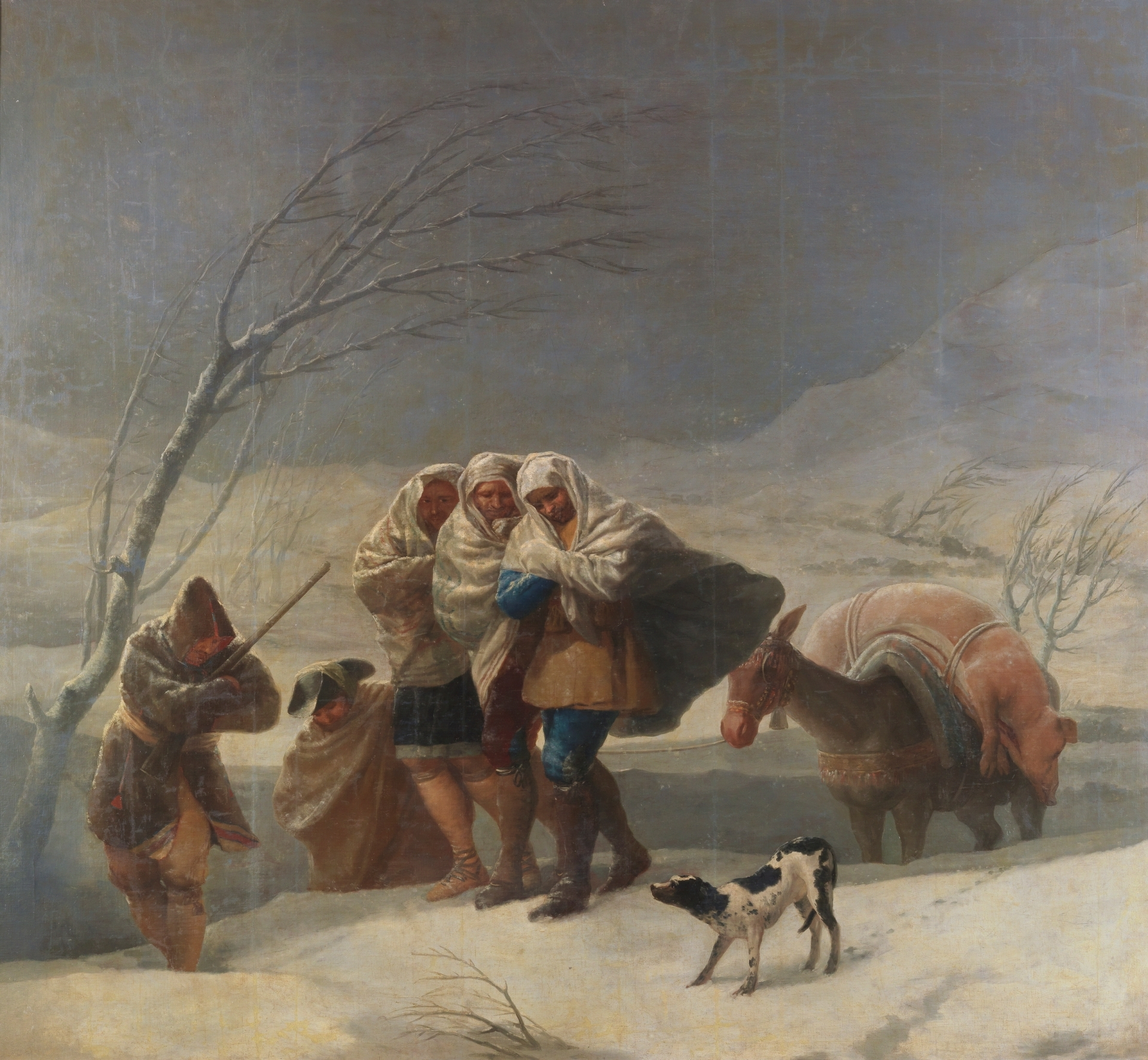
『吹雪、あるいは冬』1786年
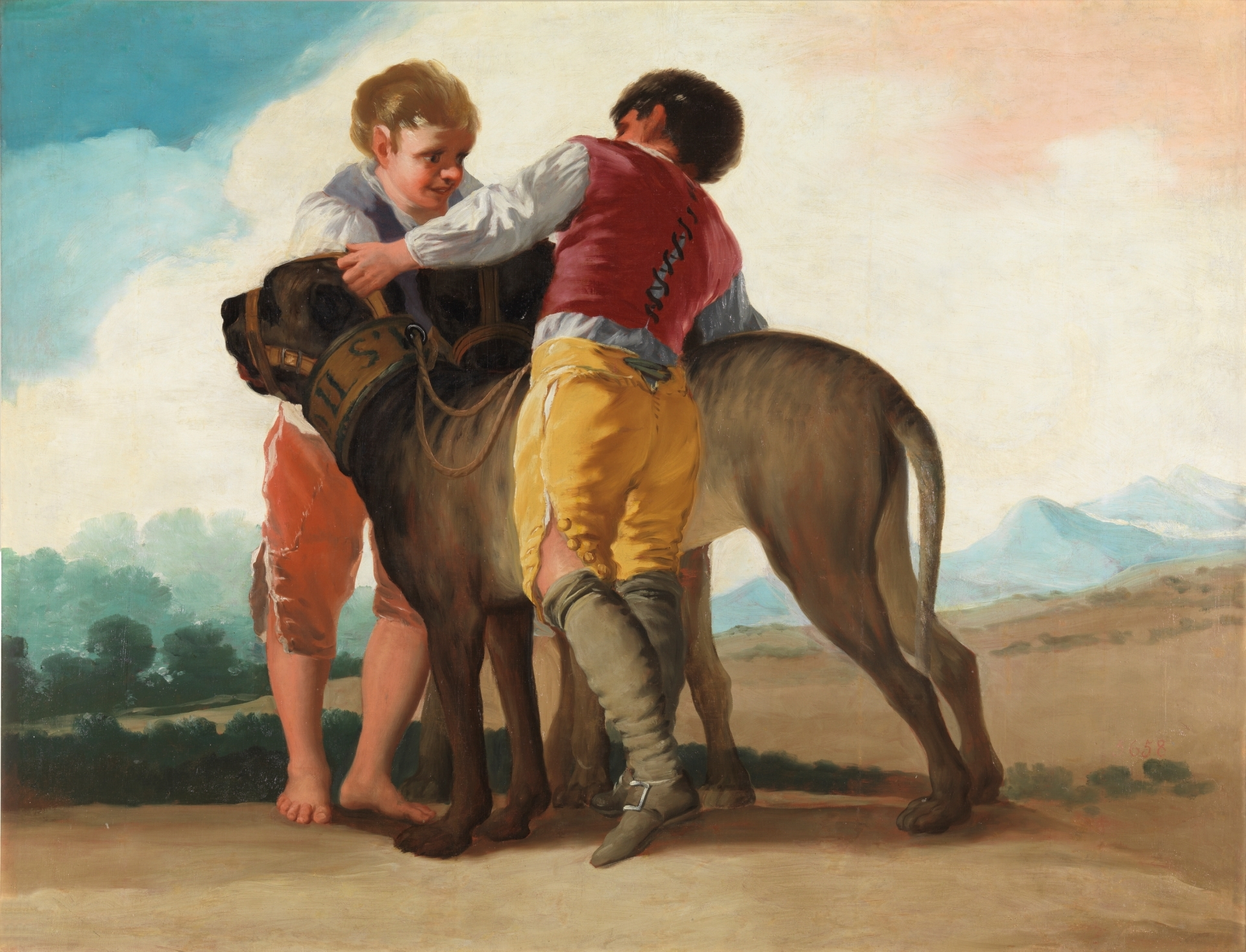
『マスティフを連れた子供たち』1786年
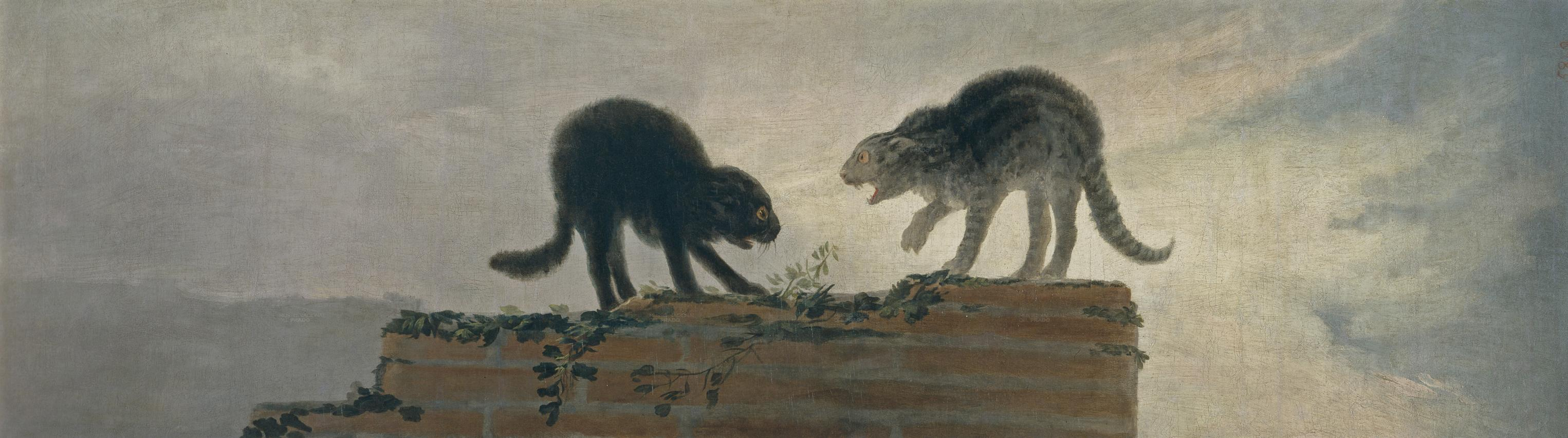
『猫の喧嘩』1786年
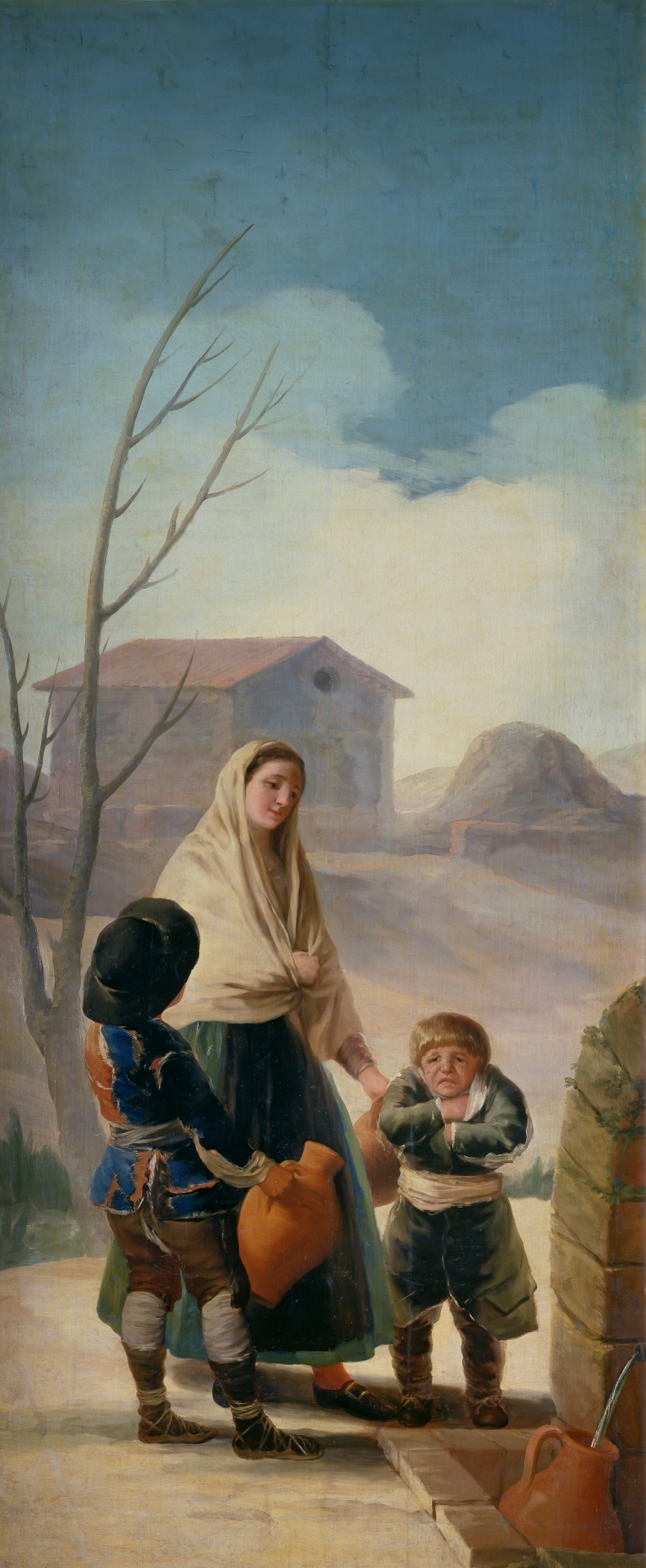
『噴水のそばの貧しい人々』1786年-1787年
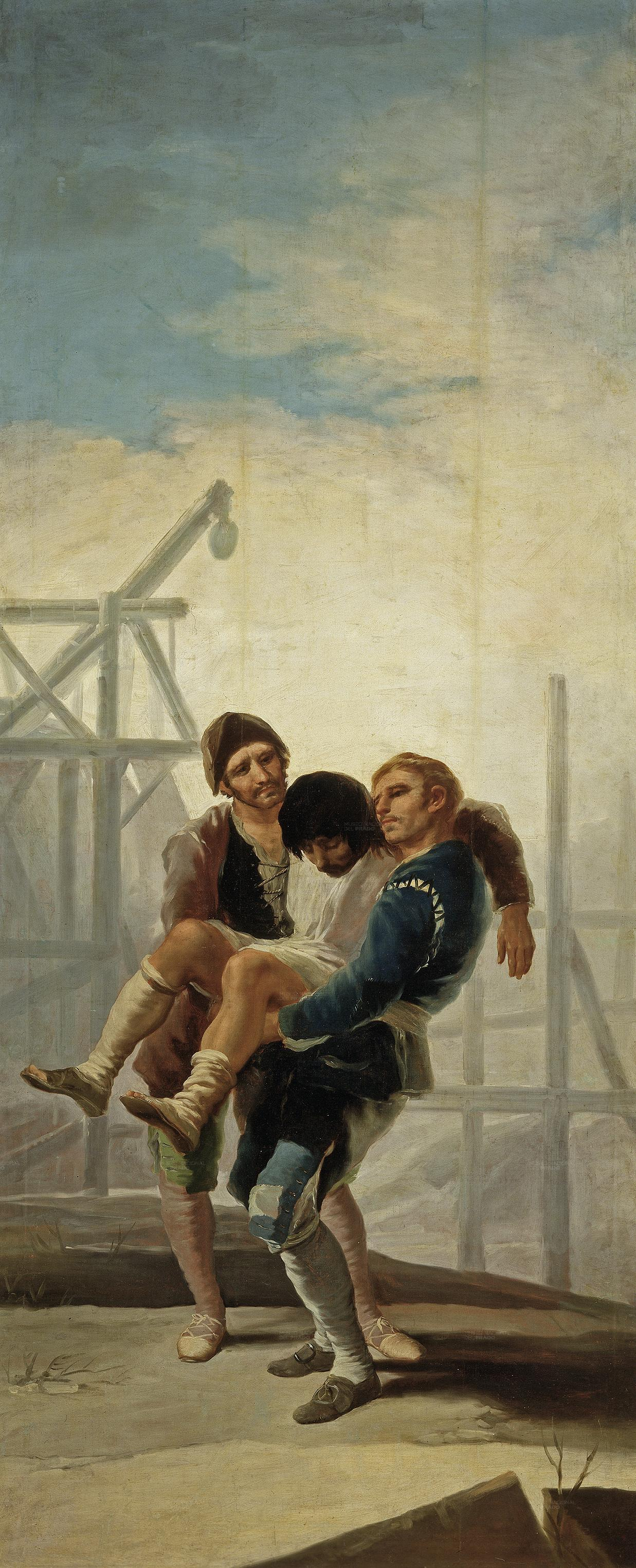
『傷を負った石工』1786年-1787年
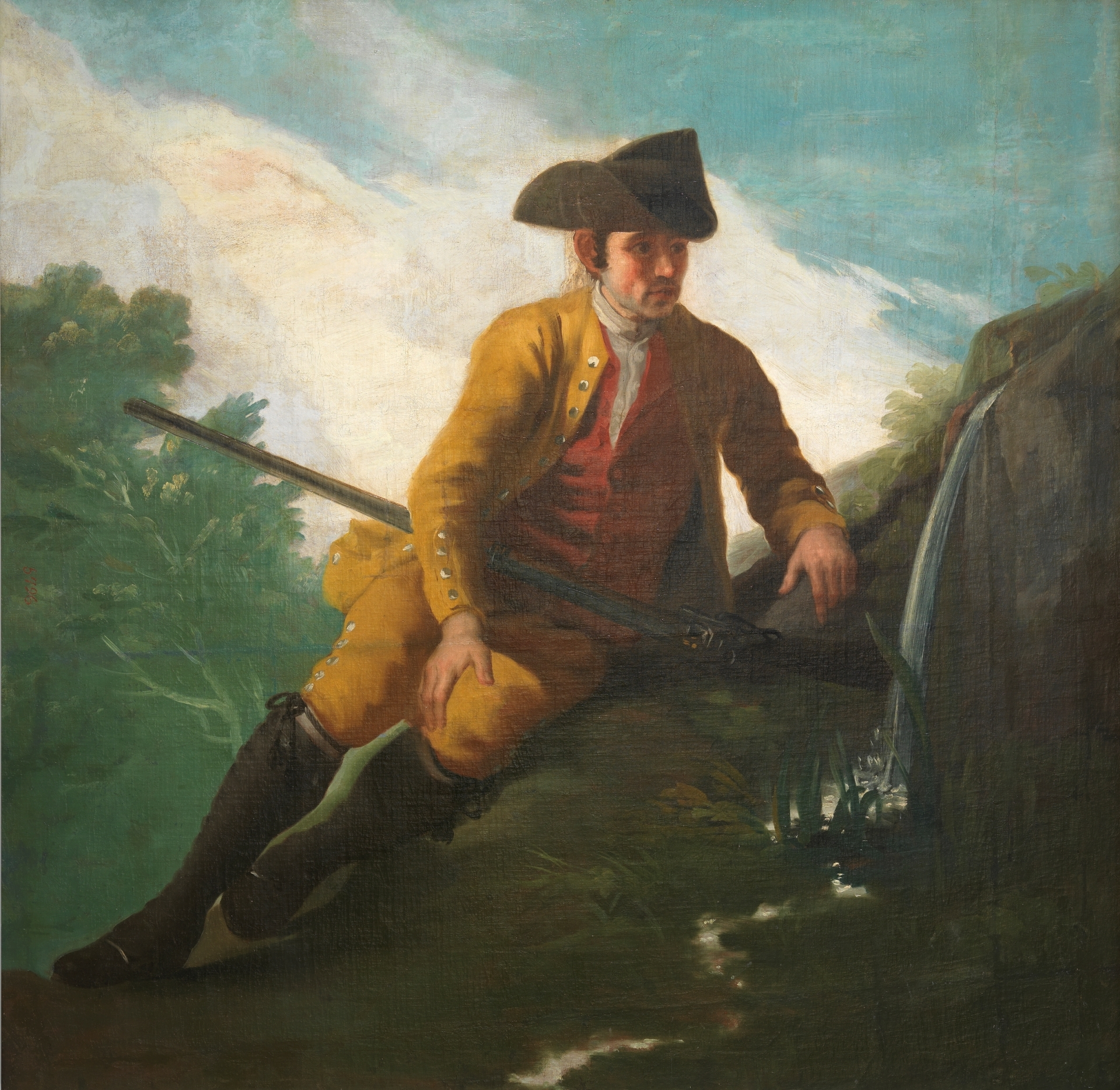
『泉のそばの狩人』1786年-1787年
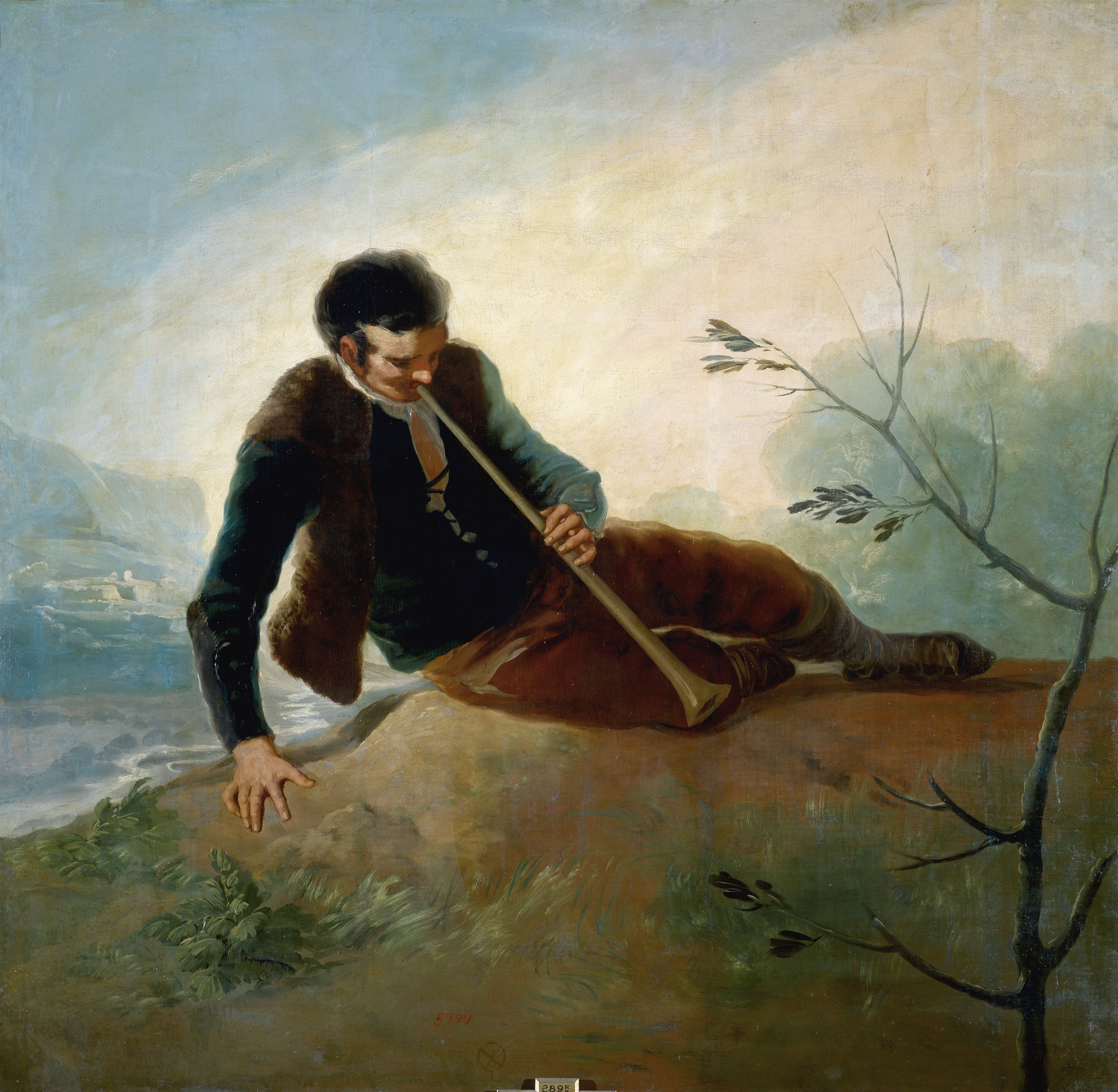
『ダルザイナを演奏する羊飼い』1786年-1787年
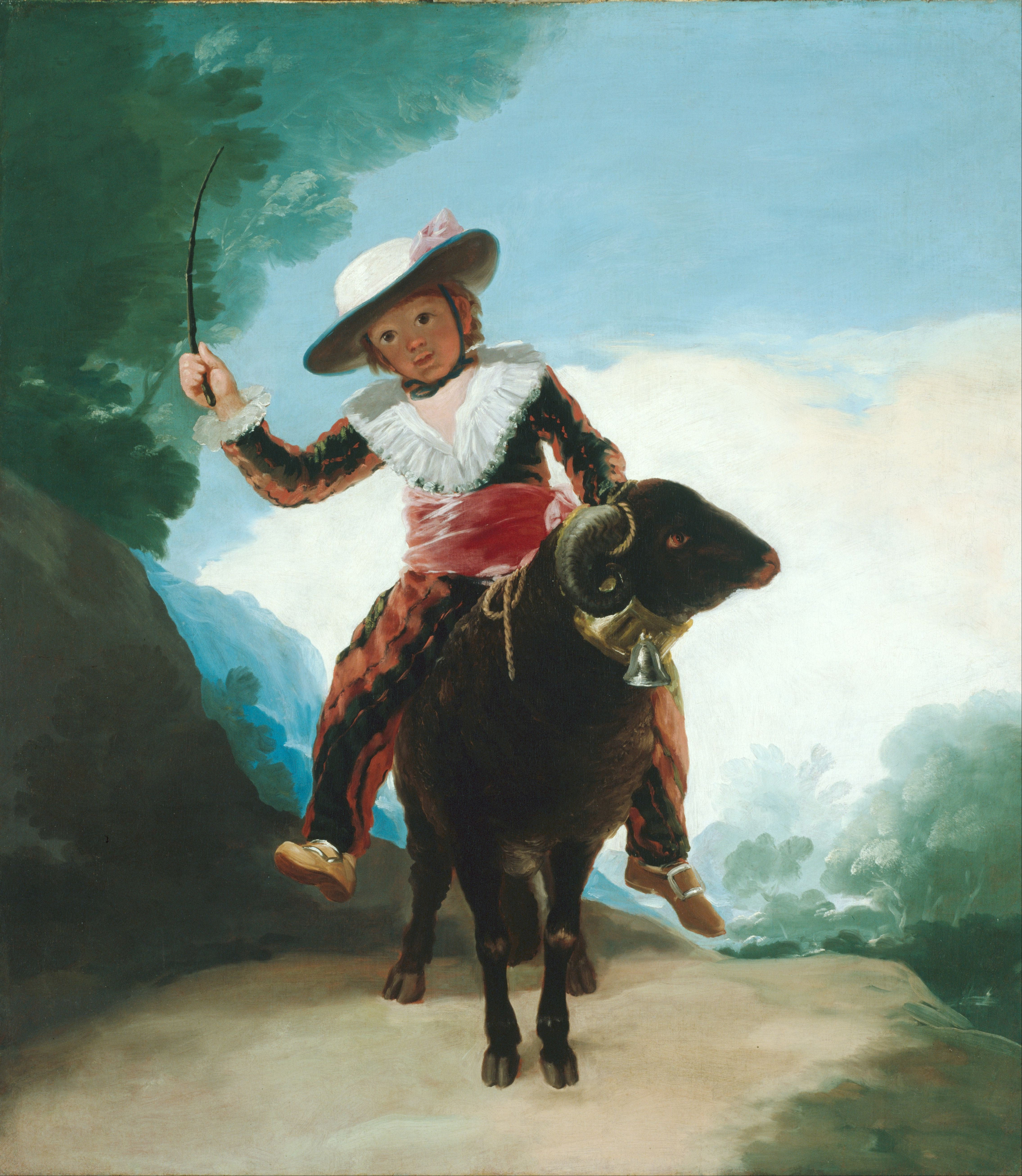
『雄羊に乗った少年』1786年-1787年 シカゴ美術館所蔵